# Vermelho ácido 88
Vermelho ácido 88 (também chamado Vermelho Sólido A, Vermelho 2-Naftol, roselina Toyo, Vermelho Rápido A e outros) é um composto orgânico, um corante azo vermelho. Devido a cor muito intensa parece quase preto quando sólido. Em vez de cristalizar-se ele vitrifica quando resfriado ou sofre relargagem para fora da solução. Cheira pungentemente, com odor muito semelhante ao ácido benzóico.

## Preparação
Pode ser obtido por acoplamento azóico do ácido naftiônico e 2-naftol.

## Usos
Este composto é usado na indústria têxtil como um corante. Pode também ser usado em pesquisas em fotocatálise (como um objeto de degradação).